# A Mais Pedida
A Mais Pedida é uma canção da banda Raimundos, que foi lançada como single em 1999.
A música, que conta com a participação de Érika Martins, da banda Penélope, nos vocais, ficou entre as músicas mais tocadas do ano. A letra da canção fala sobre a busca apelativa pelo sucesso. Ironicamente, acabou se tornando um grande hit comercial e podia ser ouvida em diferentes estações de rádio e programas de TV.

## Faixas e formatos
Todas as letras escritas por Raimundos, todas as músicas compostas por Rodolfo exceto onde indicado.
| CD single |                 |         |  |
| N.º       | Título          | Duração |  |
| 1.        | "A Mais Pedida" | 3:52    |  |

| CD single alemão. Bruto, DRO EastWest. PRO1767 |                 |                             |         |  |
| N.º                                            | Título          | Compositor(es)              | Duração |  |
| 1.                                             | "A Mais Pedida" |                             | 3:52    |  |
| 2.                                             | "Aquela"        | Gabriel Thomaz              | 3:24    |  |
| 3.                                             | "Língua Presa"  | Martin Luther Rodolfo Digão |         |  |

## Ficha Ténica
- Rodolfo Abrantes – vocal e guitarra[3]
- Érika Martins - vocal
- Digão – guitarra, violão, violinha e vocal de apoio
- Canisso – baixo
- Fred Castro – bateria
- Guilherme Bonolo - vocal de apoio

## Desempenho nas tabelas musicais

### Tabelas de final de ano
| Tabela musical (1999)               | Posição |
| ----------------------------------- | ------- |
| Brasil (Crowley Broadcast Analysis) | 78      |

## Prêmios e indicações
| Ano  | Prêmio                                   | Categoria                         | Resultado | Ref.   |
| ---- | ---------------------------------------- | --------------------------------- | --------- | ------ |
| 1999 | 3ª Mostra MIS de Vídeo (SP)              | Mostra Competitiva de Videoclipes | Indicado  | [ 6 ]  |
| 1999 | Folhateen Hall of Fame 99                | Música Brasileira                 | Indicado  | [ 7 ]  |
| 1999 | Folhateen Hall of Fame 99                | Clipe Brasileiro                  | Venceu    | [ 8 ]  |
| 1999 | 15º Diretas na Música (Jornal do Brasil) | Música Brasileira                 | Indicado  | [ 9 ]  |
| 1999 | 15º Diretas na Música (Jornal do Brasil) | Clipe Brasileiro                  | Indicado  | [ 9 ]  |
| 2000 | MTV Video Music Brasil                   | Escolha da Audiência              | Indicado  | [ 10 ] |
| 2000 | MTV Video Music Brasil                   | Videoclipe de Rock                | Indicado  | [ 10 ] |
| 2000 | Prêmio Multishow                         | Melhor Clipe                      | Indicado  | [ 11 ] |